# Стадион 20-летия независимости (Худжанд)
Стадион 20-летия Независимости Республики Таджикистан — многоцелевой стадион, расположенный в городе Худжанд (Таджикистан). Стадион вмещает 25 тысяч зрителей, поле стадиона из естественного газона. Построен в 2009 году в честь 20-летия независимости Республики Таджикистан и поэтому получил такое название. На стадионе кроме футбольных матчей проводятся соревнования и по другим видам спорта, также проходят главные праздники города и страны. На стадионе проводит свои домашние матчи футбольный клуб "Худжанд".